# Dan Parr
Daniel "Dan" Parr, es un actor de televisión.

## Carrera
Dan es cliente de "Creative Artists Management".
En el 2013 interpretó a Cameron Patterson en un episodio de la serie médica Casualty.
En el 2014 apareció como invitado en la miniserie The Crimson Field donde interpretó al soldado Charlie "Baby" Dawlish.
En el 2016 apareció como personaje recurrente de la tercera temporada de la serie The Musketeers donde dio vida a Clairmont, un joven que se une a los mosqueteros junto a su hermano Brujon (Tom Morley) para entrenarse como cadete de mosquetero, su personaje murió luego de las heridas que sufrió después de que la guarida de los mosqueteros fuera atacada e incendiada por los hombres del criminal Lucien Grimaud (Matthew McNulty).

## Filmografía[1]

### Series de televisión
| Año  | Título            | Personaje                   | Notas                                       |
| ---- | ----------------- | --------------------------- | ------------------------------------------- |
| 2016 | The Musketeers    | Cadete Clairmont            | 3 episodios                                 |
| 2015 | Rocket's Island   | Mikey Valentine             | 2 episodios                                 |
| 2014 | The Crimson Field | Pte. Charlie "Baby" Dawlish | episodio # 1.4 - miniserie                  |
| 2013 | Casualty          | Cameron Patterson           | episodio "You Always Hurt the One You Love" |
| 2013 | The Village       | Soldado                     | episodio # 1.3                              |

### Películas
| Año  | Título                | Personaje         | Notas |
| ---- | --------------------- | ----------------- | --- |
| 2017 | Halcyon Heights       | Charlie           | junto a Isla Ure, Reuben Johnson, Mark Jordon, Sheila Reid, Diana Weston y Greg Patmore                                                                     |
| 2016 | The Fall of the Krays | Teddy "Mad" Smith | junto a Alexa Morden, Simon Cotton, Kevin Leslie, Adrian Bouchet, George Webster, Phil Dunster, Simon Merrells, Matt Vael, Olivia Moyles y Nicola Stapleton |
| 2014 | Scapegoat             | Dan               | corto - junto a Simon Degen, Ruby Confue y Rob Leach |
| 2013 | Invisible             | Oficial           | corto - junto a Athene Parker, Dave Frost, Ed Tucker, Jane Bellamy, Ben Fairman y Voichi Judele                                                             |
| 2013 | Private Smith         | Soldado Beard     | corto - junto a Tarrick Benham, Patrick Cavendish, Verity Harris, Blioux Kirkby y Rob Lines                                                                 |

### Teatro
| Año  | Obra                            | Personaje           | Director        | Teatro                    | Notas                                |
| ---- | ------------------------------- | ------------------- | --------------- | ------------------------- | ------------------------------------ |
| 2016 | Weald                           | Jim                 | -               | Finborough Theatre        | junto a David Crellin                |
| 2015 | Scuttlers                       | Jimmy               | Wils Wilson     | Manchester Royal Exchange | junto a Bryan Parry                  |
| 2014 | Britannia Waves The Rules       | Carl Jackson        | Nick Bagnall    | Manchester Royal Exchange | junto a Michael Peavoy y Roger Evans |
| -    | Hamlet                          | Barnardo            | Lyndsey Turner  | Barbican Theatre          | -                                    |
| -    | Those Who Trespass              | Syko                | Matthew Dunster | Manchester Royal Exchange | -                                    |
| -    | Wanted! Robin Hood              | Much                | Amy Leach       | Library Theatre           | -                                    |
| -    | Pages From My Songbook          | Max / Nathan / Matt | Susan Bell      | Royal Exchange Theatre    | -                                    |
| -    | 13                              | Liam / Rob          | Zoe Waterman    | -                         | -                                    |
| -    | How Merlin Made the Land Shine  | Merlin              | Tim Stark       | -                         | -                                    |
| -    | Andorra                         | Andri               | Maria Aberg     | -                         | -                                    |
| -    | Candy Flip                      | Chris               | Tim Stark       | -                         | -                                    |
| -    | Twelfth Night                   | Sebastian           | John Abbott     | -                         | -                                    |
| -    | Someone to Watch Over Me        | Michael             | John Abbott     | -                         | -                                    |
| -    | Sweet Bird of Youth             | Chance Wayne        | Richard Cant    | -                         | -                                    |
| -    | DNA                             | Adam                | Chris Wright    | The Lowry Theatre         | -                                    |
| -    | National Youth Theatre Showcase | -                   | Ria Parry       | National Youth Theatre    | -                                    |

## Premios y nominaciones
| Año | Categoría  | Premio                   | Obra                      | Resultado |
| --- | ---------- | ------------------------ | ------------------------- | --------- |
| -   | Best Actor | Manchester Theatre Award | Britannia Waves The Rules | Nominado  |